# Ayungon
Ayungon és un municipi de la província de Negros Oriental, a la regió filipina de les Visayas Centrals. Segons les dades del cens de l'any 2007 té una població de 42.643 habitants distribuïts en una superfície de 265,10 km².

## Divisió administrativa
Ayungon està políticament subdividit en 24 barangays.
| - Amdus - Anibong - Atabay - Awa-an - Ban-ban - Calagcalag - Candana-ay - Carol-an | - Gomentoc - Inacban - Iniban - Jandalamanon - Kilaban - Lamigan - Maaslum - Mabato | - Manogtong - Nabhang - Poblacion - Tambo - Tampocon I - Tampocon II - Tibyawan - Tiguib |